# Aphanister fungifer
Aphanister fungifer är en skalbaggsart som beskrevs av August Reichensperger 1933. Aphanister fungifer ingår i släktet Aphanister och familjen stumpbaggar. Inga underarter finns listade i Catalogue of Life.